# Stade Brianteo
Le stade Brianteo, stadio Brianteo en italien, est un stade de football situé dans la ville italienne de Monza (Lombardie).
L’enceinte est le lieu de résidence de l'A.C. Monza Brianza 1912. 
Le stade a une capacité totale de 18 568.